# Foelke Kampana

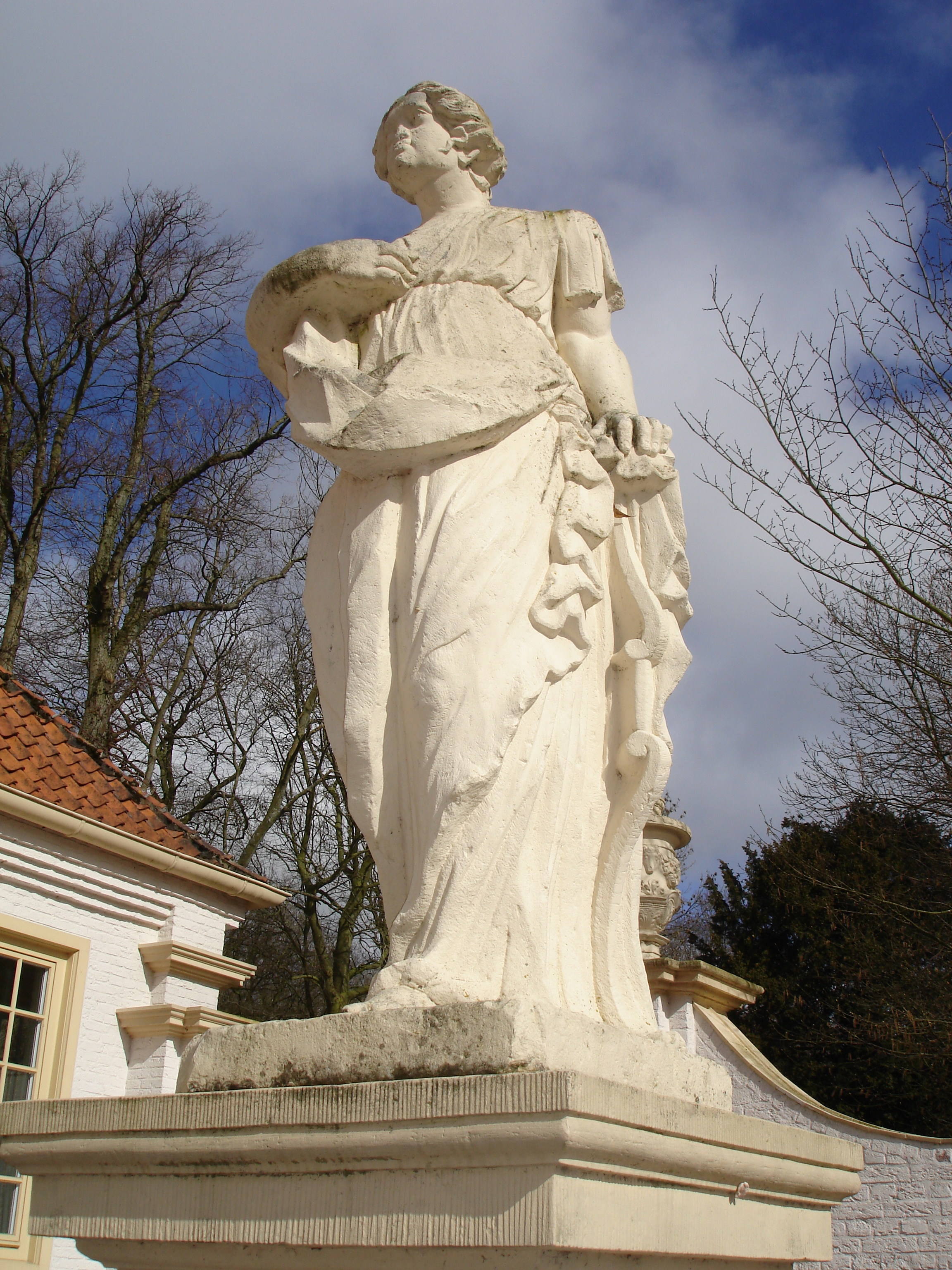
Foelke-Kampana-Denkmal in Dornum

Foelke Kampana oder Folkeldis Kampana (* um 1355 in Hinte; † zwischen dem 16. August 1417 und dem 4. August 1419), bekannt als Quade Foelke, war die Frau des ostfriesischen Häuptlings Ocko I. tom Brok. Wegen ihrer angeblichen Grausamkeit ist sie noch heute legendär in Ostfriesland. Maßgeblichen Anteil an diesem Bild hat der Geschichtsschreiber Eggerik Beninga. Zeitgenössische Quellen zeichnen dagegen das Bild einer achtbaren und frommen Frau. In einer zeitgenössischen Quelle wird sie trotz der dort genannten Hinrichtung von angeblich 200 Mann als erbare vrowe bezeichnet.  In weitere Quellen werden Stiftungen an die Klöster Ahland und Ihlow sowie ihre schlichtende und vermittelnde Rolle in (familiären) Konflikten genannt.

## Leben

### Bis 1377
Es gibt nur wenige zeitgenössische Quellen zu Foelke Kampana. Sie war eine Tochter des Häuptlings Kempo von Hinte, der auf der Westerburg residierte. Über ihre Kindheit und Jugend ist nichts bekannt. Sie hatte eine Schwester namens Heba. Diese war mit Imel Kenisna tom Brok verheiratet und wurde nach dessen Tod (1372) im Jahre 1376 die erste Priorin des Klosters Dykhusen. Im Zuge der Gründung des Klosters wird Foelkeld im Dezember 1376 urkundlich als ''Fokeldis Kampana, puella [: junge Frau] in Hynte''genannt. In jenem Jahr verkaufte der Kaplan Lüppoldus von Dykhusen eine Kapelle an ihren späteren Ehemann, den Häuptling Ocko I. tom Brok sowie die Häuptlinge Folkmar Allena zu Osterhusen sowie Haro Ailts zu Großfaldern, die dort das Kloster stifteten. Laut Kaufvertrag zählte Foelkeld zu den Vermittlern und Garanten der Übertragung an die Häuptlinge. Zudem bürgte sie neben dem Häuptling Liudward für die dem Kaplan versprochene Gegenleistung in Form von lebenslang zugesicherten Einkünften. Laut dem Historiker Hajo van Lengen erscheint sie in dieser Urkunde als eine selbständig handelnde und vermögende junge Frau.

### Bis zum Tod von Ocko I. tom Brok
Im Frühjahr 1377 heiratete Foelke Kampana Ocko I. tom Brok, Häuptling des Brokmer- und des Auricherlands in Ostfriesland. Wenig später wird sie erneut in einer Urkunde des Papstes Gregor II. genannt, der dem Paar im Juni einen vollständigen Ablass erteilte und einen tragbaren Altar bewilligte. Damit konnte das Paar die Messe überall, also auch außerhalb von Kirchen und Kapellen den Gottesdiensten feiern.
Aus dieser Ehe stammen:
- Keno II. tom Brok (* um 1380; † 1418)
- Tetta tom Brok (* um 1382; † 1426)
- Ocka tom Brok (verheiratet mit Lütet Attena von Dornum und Nesse)

im Verlauf des 14. Jahrhunderts versuchten die ostfriesischen Häuptlinge, immer größere Ländereien in Ostfriesland unter ihre Herrschaft zu bringen. Foelkes Mann Ocko war einer der führenden Köpfe dieser Bewegung. Es gelang ihm nahezu das gesamte Ostfriesland unter seiner Landesherrschaft zu vereinen. Um diese abzusichern, trug er dem Herzog Albrecht von Bayern als Grafen von Holland seine Herrschaft als Lehen an. Dagegen regte sich Widerstand. Während der folgenden Auseinandersetzungen belagerten seine Gegner unter der Führung von Häuptling Folkmar Allena, die Auricher Burg. Bei Verhandlungen wurde er am 7. August 1389 vor seiner Burg ermordet. Da ihr Sohn Keno noch minderjährig war, gingen die Herrschaftsrechte zunächst an Widzeld, den ältesten, aber illegitimer Sohn von Ocko über.

### Quade Foelke
In dieser Zeit erhielt Foelke wohl auch den Namenszusatz Quade(quad = friesisch/niederdeutsch für „böse“): Nach der Ermordung ihres Mannes wandte sie sich mit der Bitte um Unterstützung an die Grafen von Oldenburg. Diese waren alte Verbündete ihres Mannes.  Während ihrer Abwesenheit versuchte Häuptling Edo Wiemken von Rüstringen, die Auricher Burg handstreichartig zu nehmen und ließ sie belagern. Dazu verschanzten sie sich in der Auricher Kirche, von wo aus sie den Zugang zur Burg blockierten. Das Vorhaben misslang. Als Foelke mit Hilfstruppen zurückkehrte, konnte sie die Kirche erobern und ließ die Belagerer, angeblich 200 Mann, auf der Stelle enthaupten. Damit hatte sie die Herrschaft ihrer Familie vorerst abgesichert.
Eine weitere Grausamkeit wurde ihr im Zusammenhang mit dem Tod ihrer Tochter Ocka zugeschrieben: Diese war seit 1395 mit Lütet Attena, Häuptling von Dornum und Nesse im Norderland verheiratet und zog zu ihm auf seine Burg nach Nesse. Lütet soll sie wegen ihres ausschweifenden Lebensstils und ihrer außerehelichen Affären immer wieder verwarnt haben. Diese Mahnungen blieben der Überlieferung zufolge aber fruchtlos. Als alle Bemühungen Lütets ohne Erfolg blieben, wandte er sich an seine Schwiegermutter. Foelke soll ihm nahegelegt haben, Ocka wegen Ehebruchs zu töten. Daraufhin erschlug Lütet seine Frau nach einem Streit. Ob dies durch einen unglücklichen oder beabsichtigte Schlag geschah, ist nach Angaben von Wiarda unklar. Als Foelke Kampana davon erfuhr, soll sie vor Wut außer sich gewesen sein. Sie zog mit einer großen Zahl von Bewaffneten vor die Burg von Nesse, um Lütet zur Rede zu stellen. Lütet gelang es, noch vor Eintreffen der Belagerer zu entkommen. Er floh zur Burg seines Vaters Hero, welche Foelke belagern ließ und schließlich einnahm. Auf ihren Befehl hin wurden Lütet und sein Vater, der mit dem Vorfall wohl nicht das geringste zu tun hatte, im Burghof hingerichtet. Angeblich ließ Foelke für die Hinrichtung ein grünes und ein braunes Tuch holen. Hero musste bei seiner Tötung auf dem brauen Tuch niederknien, Lütet auf dem grünen. Aktuellere Forschungen legen nahe, dass die Geschichte über die Hintergründe der Hinrichtung falsch ist. Die in frühen historischen Werken genannten Zeitangaben stimmen nicht. Hero und Lütet wurden viel später, 1410  oder 1411, auf Befehl von Ockas Bruder Keno II. hingerichtet.
Eine weitere Legende bringt sie mit dem Tod von zwei Häuptlingssöhnen in Verbindung: Demnach soll ihr Mann Ocko 1379 während der Auseinandersetzungen mit den Allena Folkmars Sohn Ayelt und den Sohn von Ockos Schwester Elbrig von Groß-Valdern und Haro Ayelts von Groß-Faldern gefangen genommen haben. Ocko, so heißt es, habe die Gefangenen zu Foelke geschickt und sie angewiesen, sich gut um die jungen Männer zu kümmern. Diese ließ sie jedoch in ein Verlies sperren und dort elendig verhungern. Anschließend soll sie die Leichen dem Abt von Kloster Ihlow übergeben haben. Dieser sollte sie ihren Anweisungen zufolge im Moor versenken. Der Abt jedoch ignorierte den Befehl und gab ihnen ein christliches Begräbnis. Auch hier sind sowohl Foelkes Beteiligung als auch die zeitliche Zuordnung zweifelhaft. Wahrscheinlich bezieht sich die Legende auf Foelkes Sohn Keno, der um 1409 die Burg von Folkmar Allena in Osterhusen erobert und dabei zwei Häuptlinge gefangen genommen hatte. Diese wurden auf dem Schloss in Aurich festgehalten, wo sie kurz darauf unter ungeklärten Umständen starben.

### Weiterer Lebensweg
Nach dem Tod von Widzeld wurde Foelkes ältester Sohn Keno II. Häuptling. Im Hintergrund war Foelke weiter an der Regierung beteiligt. Nach Kenos Tod im Jahr 1417 fungierte Foelke erneut für kurze Zeit als Vormund, diesmal für ihren minderjährigen Enkel Ocko II. In einer Urkunde vom 16. August 1417, in der Ocko ein von seinem Vater geschlossenes Bündnis mit der Stadt Groningen erneuert, erscheint „frou Fokelt mynre oldermoder“ (Frau Foelke, meine Großmutter) unter denjenigen, die seinen Schwur garantierten. Kurze Zeit später, laut einer Urkunde vor dem 4. August 1419, starb Foelke Kampana. Sie wurde wohl in der Lambertikirche in Aurich bestattet. Als diese 1834 abgerissen und neu aufgebaut wurde, ist ihr Grabstein in private Hände gelangt. Vom Emder Stadtbaumeister Martens ist eine undatierte Zeichnung dieser Grabplatte überliefert, auf der keine Bildnisse und nur Bruchstücke der Inschrift zu erkennen sind.